# Pincholi
Pincholi (es un acrónimo de "Pinchos con alioli") se considera una especie de tapa.

## Origen
Se conoce como Pincholi a una variante del bocadillo de pinchos con mahonesa en la que se sustituye esta salsa por alioli. Tiene cada vez un mayor número de seguidores debido a su peculiar sabor y a su alto valor nutritivo. Es muy típico de la costa barcelonesa y de sus poblaciones del interior.

## Elaboración
El pincholi se elabora cortando transversalmente media barra de pan para separarla en dos mitades, entre las cuales se distribuye una ración de pinchos morunos y se adereza con alioli, una salsa típica de la región hecha con ajo y aceite. Puede acompañarse con pimientos verdes fritos sobre los pinchos, aunque es algo que depende de la zona.
- Datos: Q5408339